# Кушнір Алла Шулімівна
Алла Шулімівна Кушнір (рос. А́лла Шу́лимовна Кушни́р, івр. אלה קושניר, після переїзду до Ізраїлю — Алла Кушнір-Штейн; (11 серпня 1941 — 2 серпня 2013) — радянська, пізніше ізраїльська шахістка, гросмейстер серед жінок від 1976 року. Триразова претендентка на звання чемпіонки світу. Триразова переможниця шахових олімпіад — двічі у складі збірної СРСР та один раз у складі збірної Ізраїлю. Заслужений майстер спорту СРСР (1972).

## Біографія та спортивні досягнення
Народилась Алла Кушнір 11 серпня 1941 року в Москві. Уперше взяла участь у чемпіонаті СРСР у 1958 році. У 1970 році Алла Кушнір стала чемпіонкою СРСР. У 1964—1972 роках була найважчим суперником тодішньої чемпіонки світу Нони Гапріндашвілі. Тричі підряд Кушнір вигравала відбірковий турнір до матчу на першість світу. У 1964 та 1967 роках вона вигравала турнір претенденток, а в 1971 році перемогла у фінальному матчі Нану Александрія. Проте всі три матчі за першість світу з Ноною Гапріндашвілі Алла Кушнір програла: у 1965 році в Ризі з рахунком 4½:8½; у 1969 у Тбілісі та Москві також із рахунком 4½:8½; а в 1972 році в Ризі з рахунком 7½:8½. У 1976 році разом із Оленою Ахмиловською стала переможцем міжзонального турніру, а пізніше попередніх раундів претенденток на чемпіонський титул, проте у фінальному матчі претенденток на світову шахову корону поступилася Маї Чибурданідзе.
Алла Кушнір є також триразовим переможцем шахових олімпіад: двічі вигравала золото у складі збірної СРСР на шахових олімпіадах у 1969 в Любліні та 1972 у Скоп'є; а також у 1976 в Хайфі у складі збірної Ізраїлю (у цій олімпіаді не брали участь шахістки з країн соціалістичного табору).
Алла Кушнір також успішно виступала на шахових турнірах, зокрема, вона посіла 2 місце на турнірі у Тбілісі та Сухумі у 1962 році, стала переможцем турніру в Белграді у 1971 році, поділила 2-3 місце на турнірі у Вейк-ан-Зее, перемогла на турнірі в Москві у 1971 році та у Врнячка-Баня у 1973 році.
У 1962 році Алла Кушнір отримала титул міжнародного майстра, а у 1976 році їй одній із перших присвоєно звання міжнародного гросмейстера серед жінок.
У 1973 році шахістка вийшла заміж, а у 1974 році емігрувала до Ізраїлю, та з цього року виступала під прапором цієї країни як Алла Кушнір-Штейн.
Після поразки від Маї Чибурданідзе Алла Кушнір припинила активні шахові виступи. У Ізраїлі Кушнір працювала професором у Тель-Авівському університеті, займалась археологією, була науковим консультантом Ізраїльського нумізматичного товариства, членом редакційної колегії журналу «Israel Numismatic Research».
Найвищого рейтингу Алла Кушнір досягла 1 січня 1987 року, коли її рейтинг становив 2430 (за рішенням ФІДЕ до її рейтингу було додано 100 пунктів) Найвищий показник у рейтингу шахісток Кушнір досягла у січні 1977 року, коли займала з рейтингом 2390 2 місце у світовому рейтингу шахісток.

## Смерть
Алла Кушнір померла 2 серпня 2013 році в Тель-Авіві.

## Спортивні досягнення
| Год  | Місто           | Турнір                                          | + | − | = | Результат | Місце |
| ---- | --------------- | ----------------------------------------------- | - | - | - | --------- | ----- |
| 1958 | Москва          | Чемпіонат Москви                                |   |   |   | із        | 1     |
| 1964 | Сухумі          | Турнір претенденток                             |   |   |   | із        | 1-3   |
| 1965 | Рига            | Матч на першість світу проти Нони Гапріндашвілі | 3 | 7 | 3 | 4½ з 13   |       |
| 1969 | Тбілісі, Москва | Матч на першість світу проти Нони Гапріндашвілі | 2 | 6 | 5 | 4½ из 13  |       |
|      | Люблін          | 4-я олімпіада                                   | 8 | 0 | 1 | 8½ із 9   |       |
| 1972 | Рига            | Матч на першість світу проти Нони Гапріндашвілі | 4 | 5 | 7 | 7½ из 16  |       |
|      | Скоп'є          | 5-а олімпіада                                   | 6 | 0 | 2 | 7 из 8    |       |
| 1976 | Хайфа           | 7-а олімпіада                                   | 7 | 0 | 1 | 7½ из 8   | 1     |